# Mikoszki
Mikoszki (prononciation : [miˈkɔʂki]) est un village polonais de la gmina de Kościan dans le powiat de Kościan de la voïvodie de Grande-Pologne dans le centre-ouest de la Pologne.
Il se situe à environ 8 kilomètres au nord de Kościan (siège de la gmina et du powiat) et à 33 kilomètres au sud-ouest de Poznań (capitale régionale).
Le village possédait une population de 230 habitants en 2009.

## Histoire
De 1975 à 1998, le village faisait partie du territoire de la voïvodie de Leszno.

Depuis 1999, Mikoszki est situé dans la voïvodie de Grande-Pologne.